# قوجور
قوجور هي قرية في مقاطعة هشترود، إيران. عدد سكان هذه القرية هو 42 في سنة 2006.